# Bahnhof Utsumi
Der Bahnhof Utsumi (jap. 内海駅, Utsumi-eki) ist ein Bahnhof auf der japanischen Insel Honshū. Er wird von der Bahngesellschaft Meitetsu (Nagoya Tetsudō) betrieben und befindet sich in der Präfektur Aichi auf dem Gebiet der Gemeinde Minamichita, südlich von Nagoya.

## Verbindungen
Utsumi ist ein Kopfbahnhof am südlichen Ende der Neuen Meitetsu Chita-Linie nach Fuki. Sie erschließt den südwestlichen Teil der Chita-Halbinsel und wird von der Bahngesellschaft Meitetsu betrieben. Seit dem Fahrplanwechsel vom 18. März 2023 verkehren alle 30 Minuten Lokalzüge im Einmannbetrieb von Utsumi nach Fuki, wi jeweils Anschluss von und zu den Zügen der Meitetsu Kōwa-Linie in Richtung Nagoya besteht. Umsteigefreie Eilzüge der Zuggattungen Express und Semi Express kommen am späten Abend in Utsumi an, werden dort über Nacht abgestellt und fahren frühmorgens von dort in Richtung Nagoya zurück. Tagsüber verkehrende Eilzüge wurden aus Rationalisierungsgründen abgeschafft. An der Bushaltestelle vor dem Bahnhof hält eine Buslinie der Gesellschaft Umikko Bus.

## Anlage
Der Bahnhof steht am nördlichen Rand von Utsumi, einem Dorf in der Gemeinde Minamichita nahe der Südspitze der Chita-Halbinsel. Während die Umgebung des Bahnhofs von Wohnvierteln geprägt ist, befindet sich das Zentrum des touristisch geprägten Ortes mehrere hundert Meter südlich davon an der Küste. Die auf einem Viadukt liegende Anlage ist von Westen nach Osten ausgerichtet und umfasst vier Stumpfgleise, die an zwei teilweise überdachten Mittelbahnsteigen liegen. Treppen führen hinunter zur ebenerdigen Verteilerebene, die unter dem Viadukt angeordnet ist; Aufzüge fehlen hingegen, so dass keine Barrierefreiheit gegeben ist.
Im Fiskaljahr 2019 nutzten durchschnittlich 650 Fahrgäste täglich den Bahnhof.

## Bilder

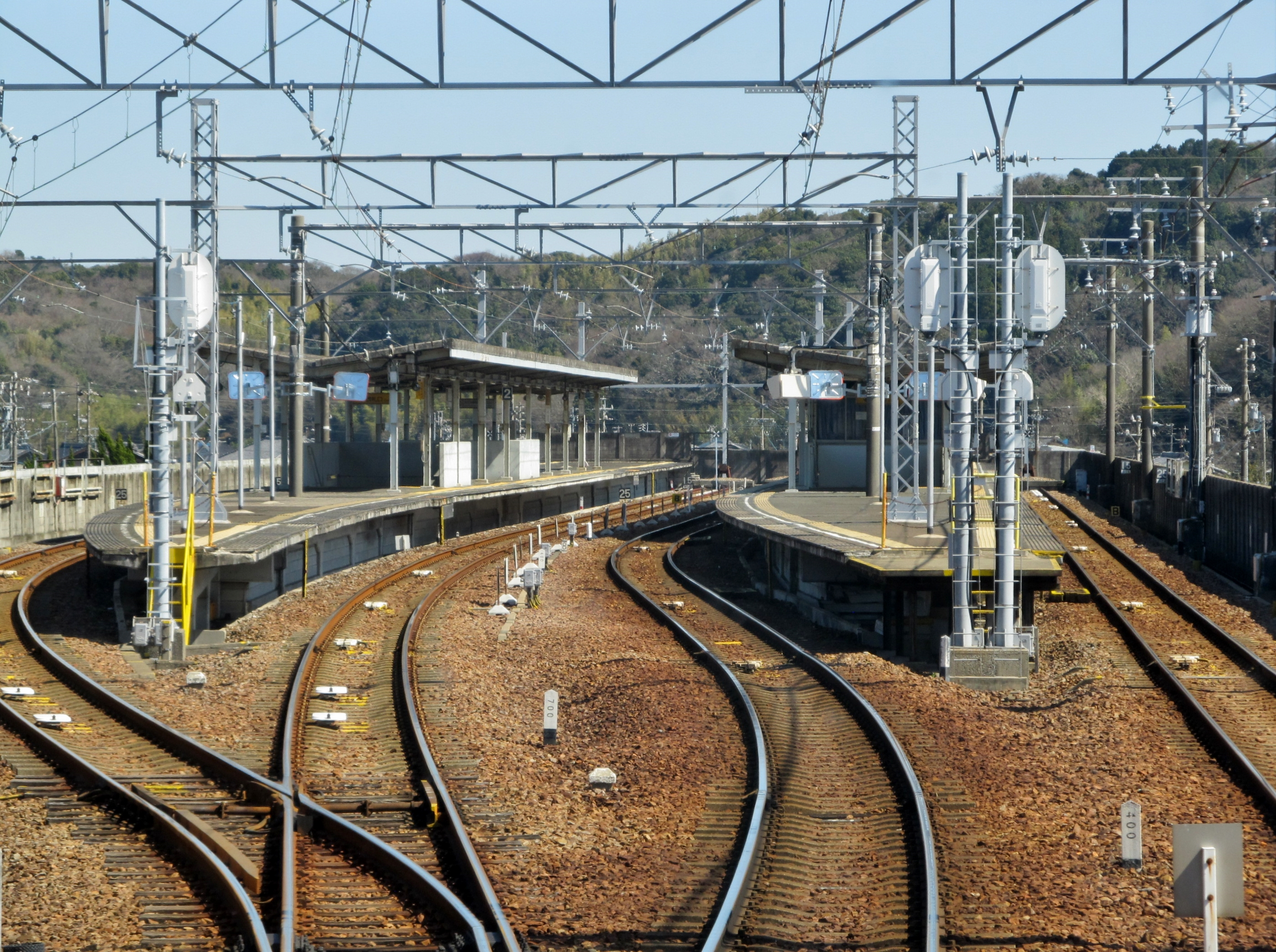
Ansicht der Bahnsteige
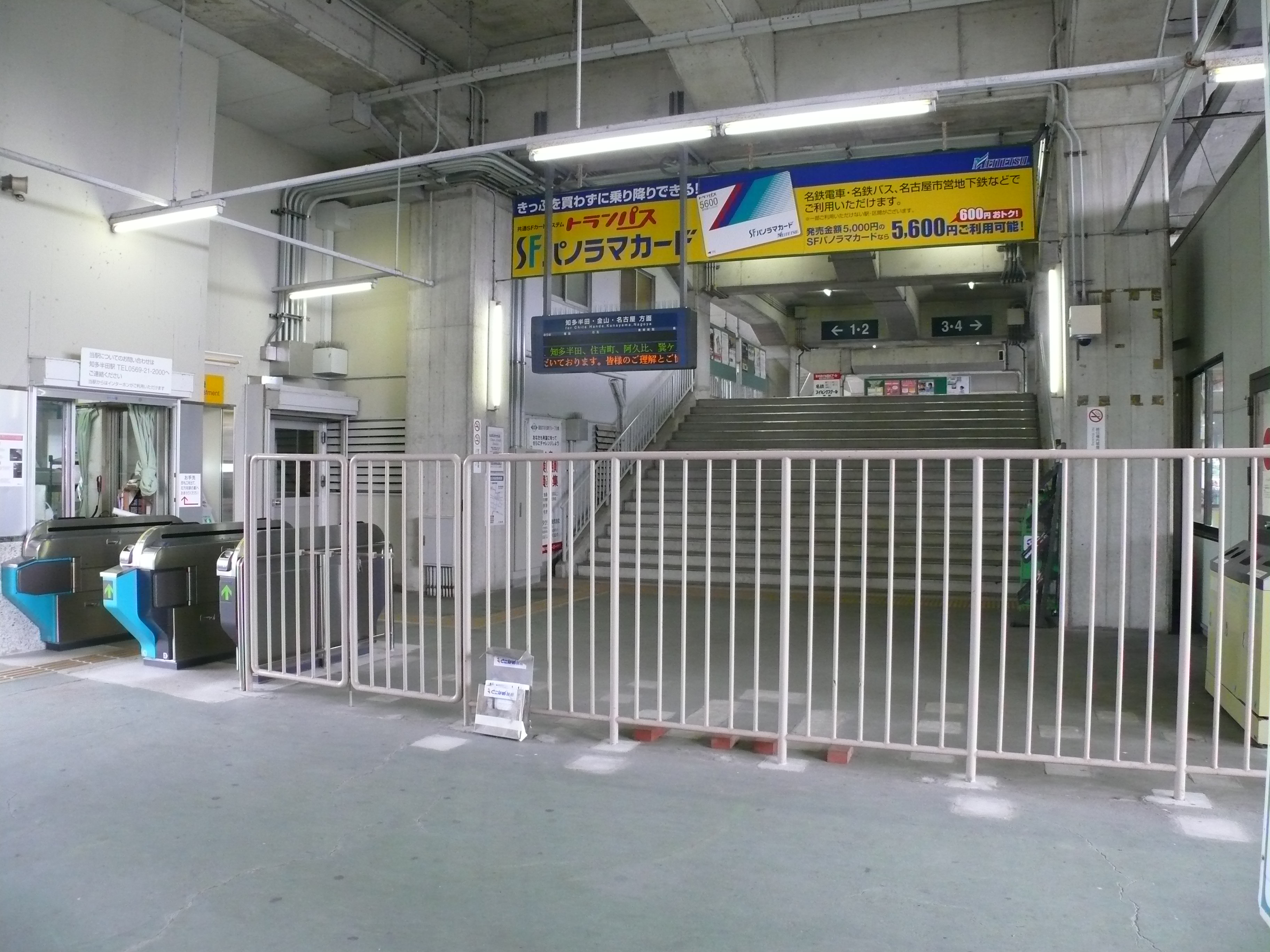
Eingangsbereich
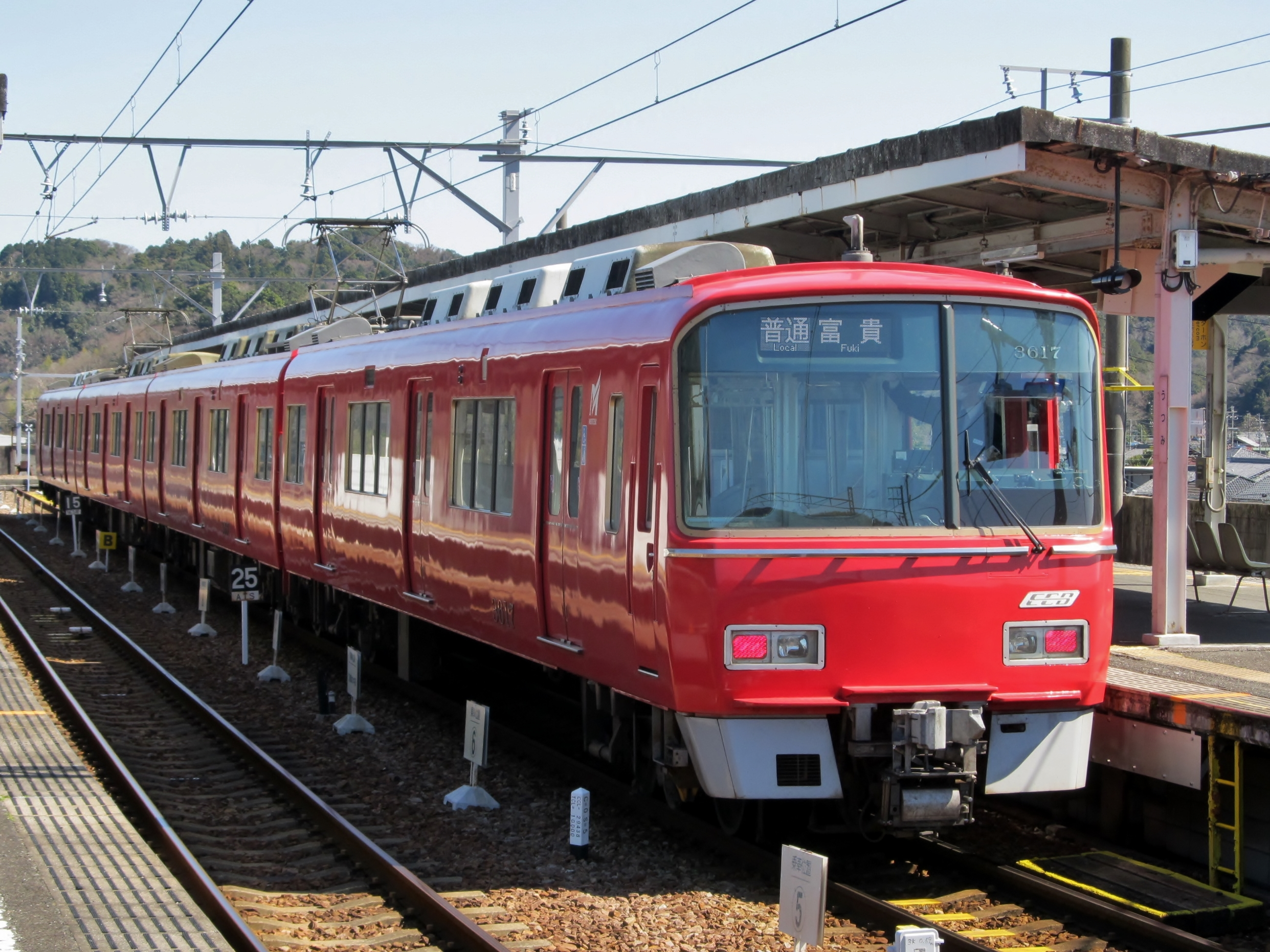
Triebzug der Baureihe 3500
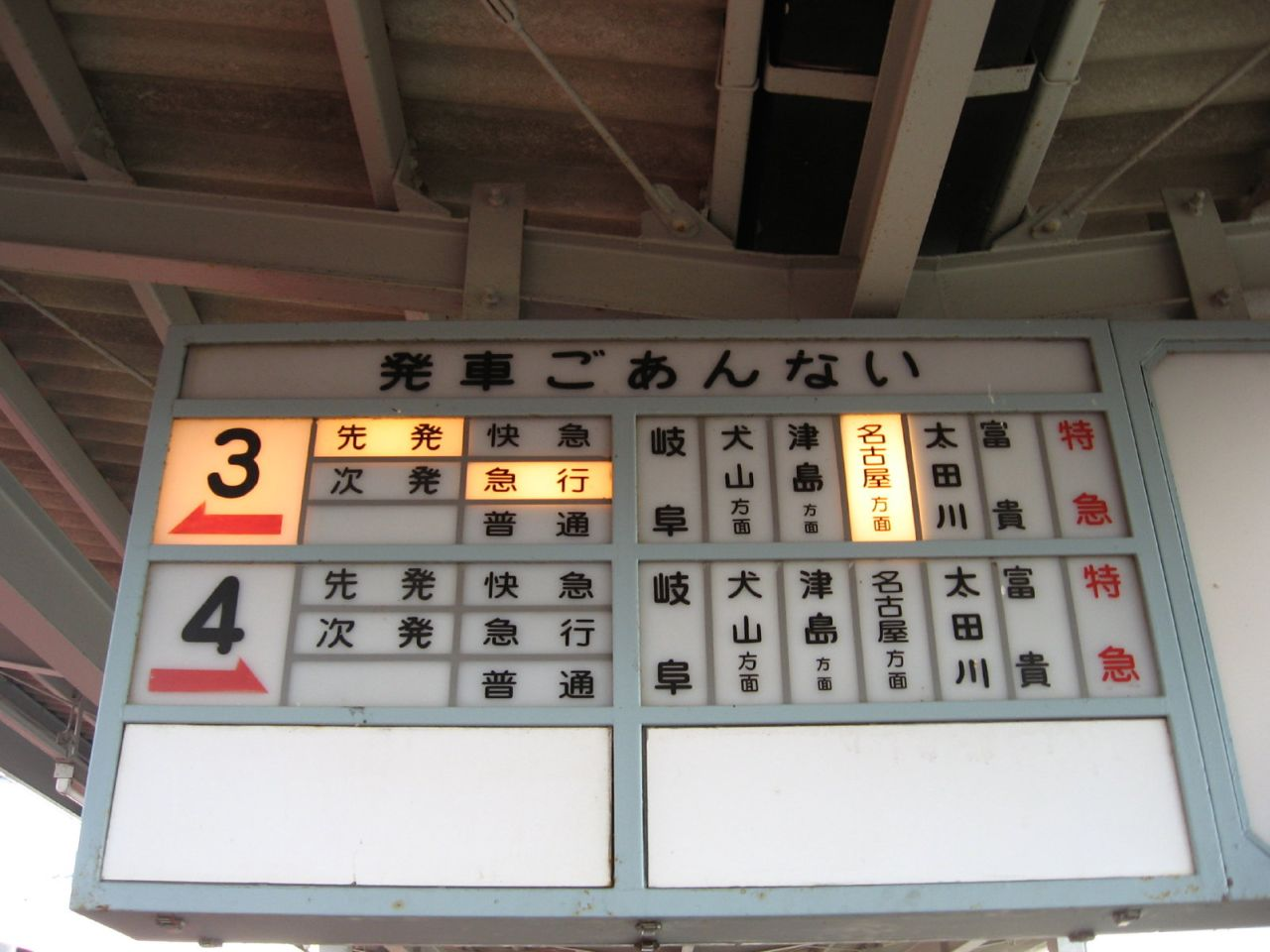
Zielanzeige
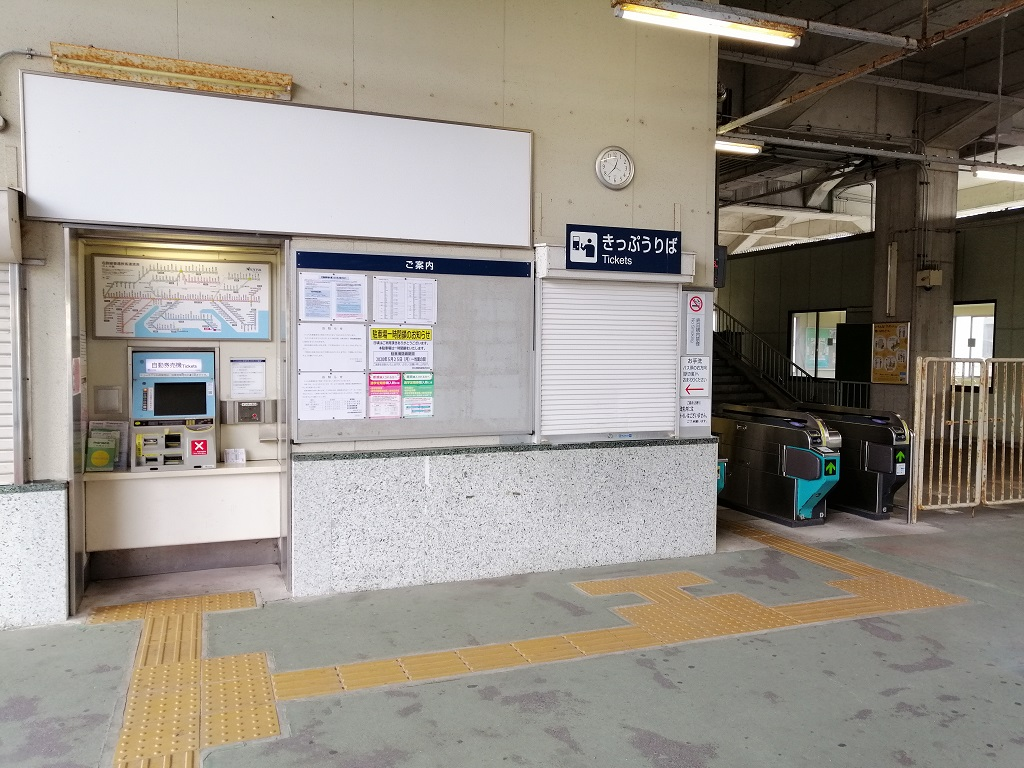
Ticketschalter

## Gleise
| 1–4 | ▉ Meitetsu Kōwa-Linie | Fuki • Chita Handa • Ōtagawa • Jingū-mae • Meitetsu Nagoya |

## Linien
| Verlauf der Neue Meitetsu Chita-Linie                           |
| --------------------------------------------------------------- |
| Fuki • Kami Noma • Mihama-ryokuen • Chita Okuda • Noma • Utsumi |

## Geschichte

Gleisplan

1976 reichte die Neue Chita-Linie bis zum Bahnhof Noma. Ursprünglich war der Bahnhof Utsumi an einem anderen Standort näher zur Küste geplant. Dort hatte die Bahngesellschaft 1964 ein Grundstück erworben, auf dem einst die örtliche Mittelschule stand. Das Gebiet sollte daraufhin gewinnbringend erschlossen werden. Zwar befürworteten die Gemeindebehörden den Bahnbau an sich, lehnten aber den geplanten Standort iab, da sie stattdessen die Entwicklung weiter von der Küste entfernter Gebiete für den Wohnungsbau vorantreiben wollten. Der Kompromissstandort, auf den sich die Gemeinde und die Bahngesellschaft einigen konnten, erforderte jedoch zusätzlich den Bau des Utsumi-Tunnels, was die Fertigstellung verzögerte. Eine weitere Verzögerung entstand im Juni 1978 durch den unerwarteten Fund eines prähistorischen Muschelhaufens der Jōmon-Zeit (des größten dieser Art in der Region Tōkai) auf dem zukünftigen Bahnhofsgelände, was eine Ausgrabung erforderlich machte. Schließlich konnte der Bahnhof am 5. Juni 1980 in Betrieb genommen werden. Zu Beginn umfasste er zwei Gleise an einem Mittelbahnsteig, zwei zusätzliche Gleise an einem weiteren Mittelbahnsteig kamen am 18. Februar 1986 hinzu. Nachdem der Bahnhof ab dem 25. Mai 2020 infolge der COVID-19-Pandemie bis auf Weiteres nicht mehr mit Personal besetzt gewesen war, ist er seit dem 25. März 2023 permanent unbesetzt.